# غل قباغ (مقاطعة ديواندرة)
غل قباغ (بالفارسية: گل قباغ) هي قرية تقع في منطقة مركزية ريفية في إيران. يقدر عدد سكانها بـ 116 نسمة بحسب إحصاء 2016.